# Fővárosi Önkormányzat

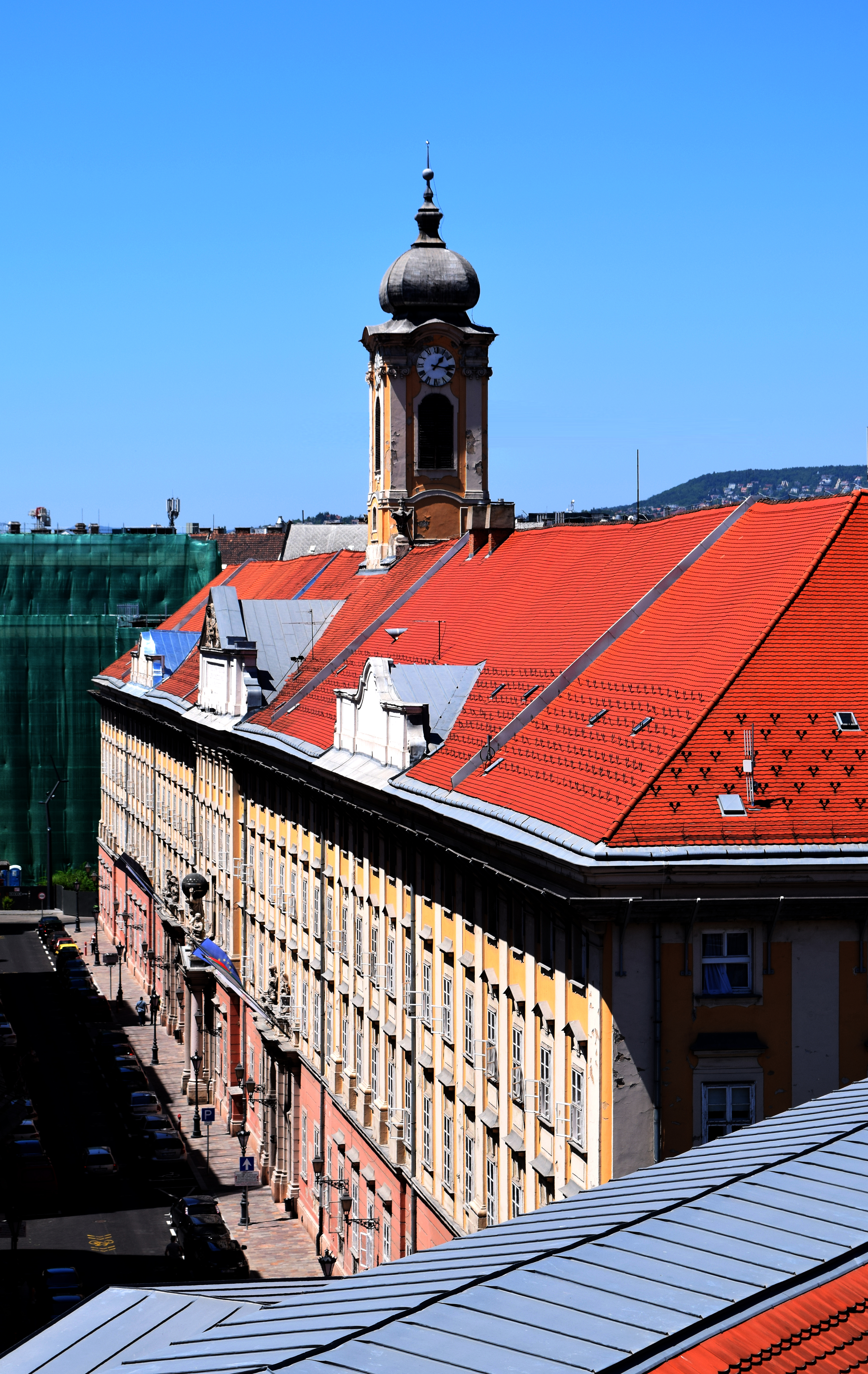
Az Invalidus-ház

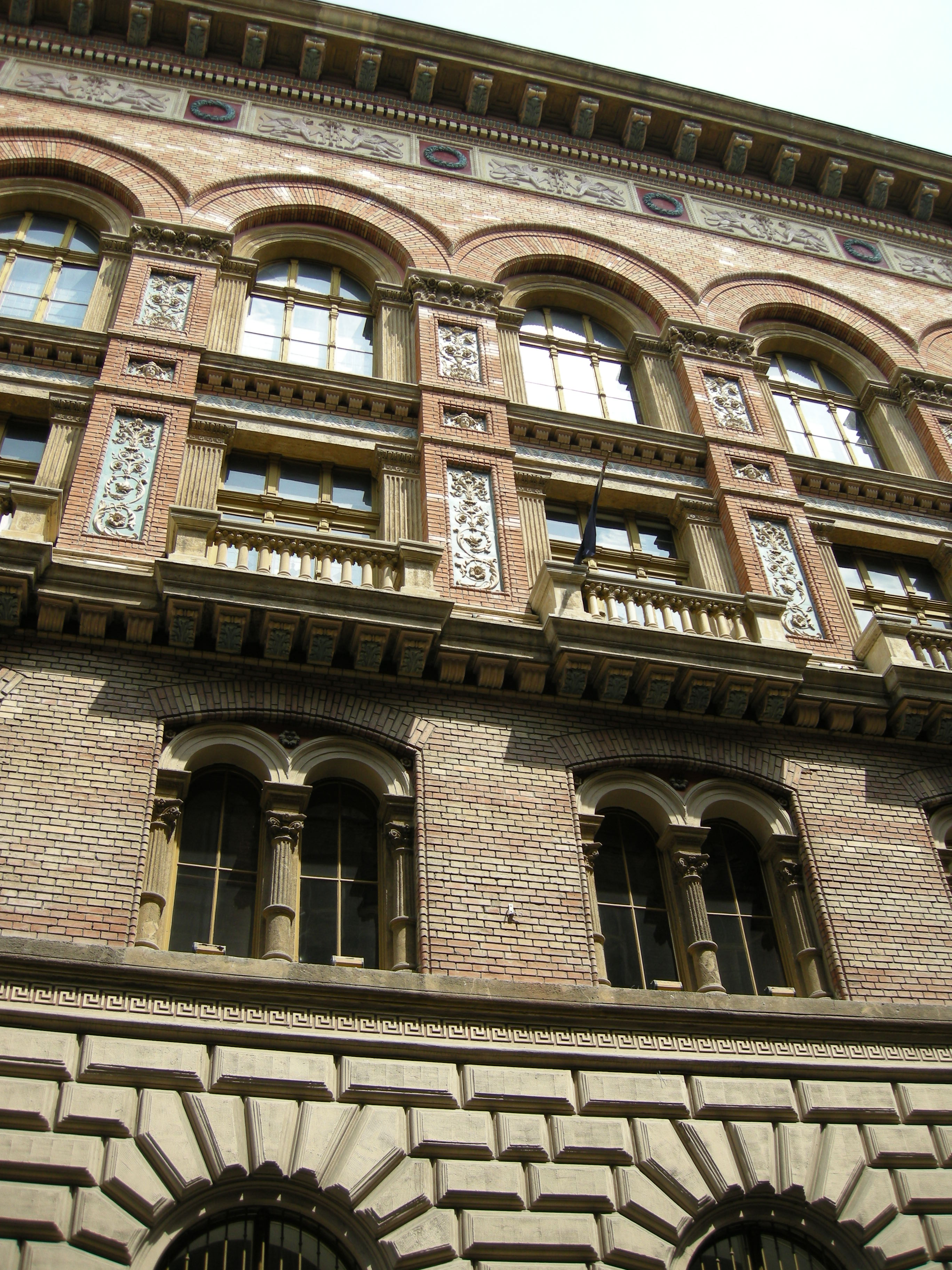
Az Újvárosháza a Váci utcában, 2011-ig a Fővárosi Közgyűlés üléseinek helyszíne

A Fővárosi Önkormányzat (hivatalosan Budapest Főváros Önkormányzata) a Budapest Főváros Tanácsából 1990-ben, a rendszerváltás során, a tanácsrendszer megszűnésével jött létre, a helyi önkormányzatokról szóló törvény értelmében.

## Története

### A rendszerváltás után
A Fővárosi Közgyűlés az elnöki feladatokat is ellátó főpolgármesterből és választott önkormányzati képviselőkből (fővárosi képviselők) áll. A fővárosi képviselők száma 1990–1994 között 88, 1994–2010 között 66 volt, 2010-től 33-ra csökkent. 2010-ig Budapest választópolgárai 66 fővárosi képviselőt pártlistákon, arányos rendszerben választottak, 4%-os mandátumszerzési küszöb mellett. 1994 előtt az akkori 22 fővárosi kerület képviselő-testületei egy-egy további fővárosi képviselőt (kerületi küldöttek) választottak, akiknek jogállása megegyezett a pártlistákon választottakéval.
Az 1990-es magyarországi önkormányzati választást követően megalakult közgyűlés szavazatainak eredményeként az utolsó tanácselnök Bielek Józsefet az SZDSZ jelöltjeként induló Demszky Gábor váltotta a főpolgármesteri poszton, aki 2010-ig négy önkormányzati választást nyert meg.
Az 1994-es magyarországi önkormányzati választástól kezdve a főváros lakossága a közgyűlés tagjai mellett a főpolgármester személyére is közvetlenül szavazhatott.
Az önkormányzati választási rendszer 2010-es átalakítása során a közgyűlésbe választott képviselők számát a főváros népességéhez képest határozzák meg, minden 50 ezer lakosra számítva egyet, így 2010-ben 33 képviselőt választottak. A mandátumszerzési küszöb is megváltozott, 4%-ról 5%-ra, közös lista esetén pedig 10%-ra, illetve kettőnél több szervezet közös listája esetén 15%-ra nőtt.
A 2010-es önkormányzati választáson Tarlós Istvánt választották meg főpolgármesternek a Fidesz–KDNP pártszövetség jelöltjeként, és e pártok közös listája 17 mandátummal megszerezte a képviselői helyek többségét is. A MSZP-nek 10, az LMP-nek és a Jobbiknak 3-3 képviselője lett.
A 2011. évi CLXXXIX. törvény Magyarország helyi önkormányzatairól módosította a Fővárosi Közgyűlés összetételét. A közgyűlésben helyet kaptak a kerületek polgármesterei is.
- 2011. évi CLXXXIX. törvény, 22. §, (3a) A fővárosi közgyűlés tagjai a főpolgármester, a fővárosi kerületek polgármesterei, valamint a fővárosi kompenzációs listáról mandátumot szerző kilenc képviselő.

A 2014-es önkormányzati választáson Tarlós Istvánt újraválasztották Budapest főpolgármesterének, szintén a Fidesz–KDNP pártszövetség jelöltjeként. A kormánypártok a 23 kerületből 17 kerületben nyerték meg a polgármester választást, így a főpolgármesterrel és 2 kompenzációs listás képviselővel 20 mandátumot szereztek. Az ellenzéki pártok közül az MSZP 5, a DK és az Együtt–PM szövetség 2, a Jobbik, az LMP és az MSZP–DK–Együtt–PM szövetség 1 mandátumot szerzett. Ezen felül 1 képviselő a Civil Szervezetek támogatásával került be a közgyűlésbe.
A 2019-es önkormányzati választáson Karácsony Gergelyt választották meg Budapest főpolgármesterének, a Momentum–DK–MSZP–Párbeszéd–LMP szövetség jelöltjeként. A szövetség polgármester jelöltjei a 23 kerületből 14-ben győzedelmeskedtek. A fennmaradó 9 kerületből 7-ben a Fidesz–KDNP polgármester jelöltje, 2-ben pedig független jelölt győzött, azok is fideszes támogatással. A fővárosi közgyűlésben a Fidesz–KDNP 13, az MSZP 7, a DK és a Momentum 4, a Párbeszéd pedig 2 mandátumot szerzett, továbbá 3 képviselő egyetlen frakcióhoz sem csatlakozott.

## Feladatai, hatáskörei
A Fővárosi Önkormányzat 1990. évi LXV. törvényében szabályozott feladat- és hatáskörei:
- meghatározza a főváros városfejlesztési és városrehabilitációs programját, valamint általános rendezési tervét;
- megalkotja Budapest városrendezési szabályzatát; rendeletében védetté nyilvánítja a főváros városképe, történelme szempontjából meghatározó épített környezetét;
- ellátja a lakásgazdálkodással kapcsolatos feladatokat (elkészíti a lakásépítési és lakásrehabilitációs tervet és összehangolja megvalósítását, meghatározza a lakásépítés támogatásának rendszerét);
- létrehozza az önkormányzati tulajdonú lakásokra vonatkozó lakbérövezeteket, dönt a lakbérmegállapítás és a lakásfenntartási támogatás elveiről, szabályozza az önkormányzati lakáshoz jutás és az önkormányzati tulajdonú lakások cseréjének feltételeit;
- gondoskodik a katasztrófamegelőzés és -elhárítás önkormányzati feladatainak ellátásáról;
- gondoskodik az egy kerületet meghaladó víz-, egészséges ivóvíz-, gáz-, távhőszolgáltatási, vízrendezési, szenny- és csapadék-vízelvezetési, szennyvíztisztítási feladatokról;
- közreműködik a főváros energiaellátásának, közvilágításának biztosításában, gondoskodik a főváros ár- és belvízvédelméről, ennek körében különösen a főváros ár- és belvízvédelmi létesítményei fenntartásáról, fejlesztéséről;
- gondoskodik a hulladékártalmatlanítás önkormányzati feladatainak ellátásáról, biztosítja a településtisztaságot, gondoskodik a települési kommunális szilárd és folyékony hulladék gyűjtéséről, elhelyezéséről, ártalmatlanításáról és hasznosításáról, kijelöli az elhelyezéshez szükséges lerakóhely területét;
- kijelöli a köztemetők létesítésére, bővítésére alkalmas területet, gondoskodik a tulajdonát képező köztemetők fenntartásáról, üzemeltetéséről;
- ellátja a főváros tömegközlekedési és forgalomtechnikai feladatait, kijelöli a főútvonalakat, a tömegközlekedés által igénybe vett útvonalakat;
- rendeletében szabályozza a főváros parkolási és parkolásgazdálkodási rendszerét, a kiemelten védett és védett parkolási övezeteket, az alkalmazható várakozási díjak megállapítását, a közterülethasználatot és a közterület rendjét, a közterületfelügyelet szervezetét és feladatait;
- gondoskodik az egynél több kerületet, illetőleg a főváros területét is meghaladó ellátási kötelezettség körében: a középiskolai, a szakiskolai és a kollégiumi ellátásról, ha a feladat ellátását a kerületi önkormányzat nem vállalja;
- gondoskodik az egynél több kerületet, illetőleg a főváros területét meghaladó, a nemzeti és etnikai kisebbségi oktatási, nevelési és kulturális feladatok ellátásáról

## Szervezete

### A Fővárosi Közgyűlés
| A Fővárosi Közgyűlés tagjai (2024–) | A Fővárosi Közgyűlés tagjai (2024–) | A Fővárosi Közgyűlés tagjai (2024–)                   | A Fővárosi Közgyűlés tagjai (2024–)                   | A Fővárosi Közgyűlés tagjai (2024–)                   | A Fővárosi Közgyűlés tagjai (2024–)                | A Fővárosi Közgyűlés tagjai (2024–) | A Fővárosi Közgyűlés tagjai (2024–) |
| --- | --- | ----------------------------------------------------- | ----------------------------------------------------- | ----------------------------------------------------- | -------------------------------------------------- | ----------------------------------- | ----------------------------------- |
| Karácsony Gergely főpolgármester (Párbeszéd-DK-MSZP) | |                                                       |                                                       |                                                       |                                                    |                                     |                                     |
| Fidesz–KDNP frakció (10 fő) | Tisza Párt frakció (10 fő) | DK frakció (3 fő)                                     | MKKP frakció (3 fő)                                   | Párbeszéd frakció (3 fő)                              | Podmaniczky Mozgalom frakció (3 fő)                | független képviselő (1 fő)          |                                     |
| - Szentkirályi Alexandra - Böröcz László - Janó-Veilandics Franciska - Szalai Piroska - Szécsényi Dániel - Havasi Zoltán - Radics Béla - Böjthe Péter - Gulyás Gergely Kristóf - Szepesfalvy Anna | - Ordas Eszter - Porcher Áron Somerville - Böröck-Gémes Szilvia - Bovier György - Barna Judit Annamária - Kollár Kinga - Bujdosó Andrea Anna - Molnár Dániel - Orbán Árpád István - Balogh Balázs | - Szaniszló Sándor - Déri Tibor - Keszthelyi Dorottya | - Baranyi Krisztina - Kovács Gergely - Döme Zsuzsanna | - Karácsony Gergely* - Barabás Richárd - Béres András | - Vitézy Dávid - Gál József - Szilágyi Anna Margit | - Tüttő Kata**                      |                                     |
| * Főpolgármester **MSZP | |                                                       |                                                       |                                                       |                                                    |                                     |                                     |

### A közgyűlés feladatai
A Fővárosi Közgyűlés a Fővárosi Önkormányzat legfőbb szerve, szinte valamennyi önkormányzati hatáskört elsődlegesen e testület gyakorol, ez alól kivétel csak törvényben írható elő. A közgyűlés a törvények keretei között külön rendeletben (Szervezeti és Működési Szabályzat, SZMSZ) szabályozza az önkormányzat szervezeti és működési rendjét, ebben egyes hatáskörök gyakorlását átruházhatja a főpolgármesterre vagy saját bizottságaira. A közgyűlés fogadja el az önkormányzat éves költségvetését, rendeleteivel pedig széles körben szabályozza a város életének különböző kérdéseit.

### A főpolgármester és helyettesei
Budapest főpolgármestere az önkormányzatnak a város polgárai által választott vezetője. A főpolgármester tagja és egyúttal elnöke a Fővárosi Közgyűlésnek, képviseli az önkormányzatot, a főjegyző közreműködésével irányítja a Főpolgármesteri Hivatalt.
A főpolgármester-helyettesek a főpolgármester segítői, az általa meghatározott feladatokat látják el az önkormányzat vezetésében, akadályoztatása esetén pedig helyettesítik őt. A Fővárosi Közgyűlés a főpolgármester javaslata alapján titkos szavazással választja meg az egy vagy több főpolgármester-helyettest. A javaslat köti a közgyűlést, tehát csak a főpolgármester által javasoltakra lehet szavazni, a megválasztáshoz a közgyűlés tagjai többségének igen szavazata szükséges. A 2010-es önkormányzati választásig főpolgármester-helyettest csak a közgyűlés tagjai közül lehetett választani, azóta a főpolgármester bárkit javasolhat e tisztségre. A főpolgármestert a Fővárosi Közgyűlés elnöki tisztségében azonban csak olyan főpolgármester-helyettes helyettesítheti, aki maga is tagja a közgyűlésnek. A főpolgármester-helyettesek számát a törvény csak annyiban határozza meg, hogy mindig lennie kell legalább egynek a közgyűlés tagjai közül, számuk általában 3 és 5 közötti.

### A közgyűlés bizottságai
A Fővárosi Közgyűlés döntéseit a tagjaiból és a frakciók által javasolt nem képviselő szakértőkből alakult bizottságok készítik elő. A Fővárosi Önkormányzat az egyetlen az országban, melynek a törvény megengedi a személyi döntések egy részének átruházását bizottságaira, így a Főváros tulajdonában álló cégek (például BKV) vezetőit, igazgatósági és felügyelőbizottsági tagjait valamint a fővárosi önkormányzati intézmények vezetőit általában a Közgyűléstől kapott felhatalmazás alapján (átruházott hatáskörben) az állandó bizottságok választják meg, illetve nevezik ki.

### A Főpolgármesteri Hivatal, a főjegyző és az aljegyzők
A Fővárosi Közgyűlés az önkormányzati döntések előkészítésére és végrehajtására valamint egyéb feladatokra egységes hivatalt működtet Főpolgármesteri Hivatal elnevezéssel.
A Főpolgármesteri Hivatalt a főpolgármester irányítása mellett a főjegyző vezeti, akit a közgyűlés pályázat alapján, határozatlan időre nevez ki. A tisztség betöltésének feltétele a jogi végzettség. A közgyűlés a főjegyzőre vonatkozó szabályok és feltételek szerint legalább egy, legfeljebb három aljegyzőt is kinevez, akik a főjegyzőt segítik feladatai ellátásában.

## A Fővárosi Önkormányzat feletti felügyelet rendje
Az önkormányzat szerveinek tevékenysége fölött a törvényességi felügyeletet Budapest Főváros Kormányhivatala végzi.